# Adalbert I. (Vermandois)
Adalbert I. (* wohl 915; † 8. September 987) war ein Angehöriger der Familie der Karolinger und seit 946 Graf von Vermandois (946–987). Er war der Sohn von Graf Heribert II. und Adela von Frankreich.

## Leben
Die Verfügung über das Vermandois erhielt Adalbert erst 946 mit der Teilung des Erbes seines Vaters, also drei Jahre nach dessen Tod. Er unterstützte seinen Bruder Hugo bei dessen Versuchen, den Titel als Erzbischof von Reims zu behalten, gab aber den Kampf 949 auf, als Hugos Ansprüche definitiv verloren gingen. Er unterwarf sich dem König Ludwig IV. und wurde einer seiner Parteigänger. Vor 954 heiratete Adalbert Gerberga von Lothringen, eine Tochter des 939 verstorbenen Herzogs Giselbert und der Gerberga von Sachsen, die wiederum seit 939 die Ehefrau Ludwigs IV. war. Somit war Ludwig IV. sein Stiefschwiegervater und dessen Sohn Lothar, der ihm 954 folgte, der Halbbruder seiner Frau. Als nach dem Tod von Lothars Sohn Ludwig V. (987) Hugo Capet zum König von Frankreich gewählt wurde, widersetzte er sich der Wahl, obwohl er durch seine Mutter ein Vetter des neuen Königs war, musste das Ergebnis aber schließlich akzeptieren. Er starb kurze Zeit später.

## Nachkommen
Kinder Adalberts und Gerbergas waren
- Heribert III., * wohl 954; † 29. August 1000/1002, 987 Graf von Vermandois; ⚭ vor 987 Ermengarde, † nach 1021
- Odo (Otto), * wohl 956; † 983/987 – dessen Nachkommen bilden wohl das Haus Chiny
- Liudolf, * wohl 957; † vor 6. November 986, 978 Elekt, 979 Bischof von Noyon